# Stanisław Florian Jastrzębski
Stanisław Florian Jastrzębski herbu Ślepowron – sędzia halicki w 1720 roku, podstarości halicki w 1710 roku, wojski halicki w latach 1710–1720, podczaszy trembowelski w latach 1692–1699.
Poseł na sejm 1692/1693 roku  z ziemi halickiej.
Sędzia kapturowy ziemi halickiej w 1696 roku. Jako poseł na sejm elekcyjny 1697 roku był elektorem Augusta II Mocnego z ziemi halickiej w 1697 roku. Był posłem ziemi halickiej na sejm 1720 roku.